# Баранов Валерій Олексійович
Вале́рій Олексі́йович Бара́нов (19 квітня 1957, Бердянськ, Запорізька область — 5 травня 2023) — український політик. Голова Запорізької ОДА (3 березня 2014 — 29 жовтня 2014). Член Народної партії, Народний депутат України VI скликання.

## Освіта
Ждановський металургійний інститут (1974—1979), інженер-механік, «Технологія машинобудування, металорізальні верстати та інструменти»; Дніпропетровська філія Національної академії державного управління при Президентові України (2001), магістр державного управління, «Державне управління».

## Трудова діяльність
- З січня 1980 — інженер-технолог експериментального цеху заводу «Південгідромаш».
- З вересня 1981 — секретар комітету комсомолу машинобудівного технікуму, з грудня 1981 — другий секретар, з листопада 1982 — перший секретар Бердянського міськкому ЛКСМУ.
- Працював технологом на заводі «Південгідромаш».
- З грудня 1986 — заступник начальника, начальник механоскладального цеху заводу «Південгідромаш».
- З жовтня 1988 — завідувач оргвідділу, з жовтня 1990 — другий секретар Бердянського міськкому КПУ.
- З листопада 1991 — генеральний директор виробничої фірми «Аванта».
- Квітень 1998 — листопад 2007 — Бердянський міський голова.

Був заступником представника України в Палаті місцевих влад Конгресу місцевих і регіональних влад Ради Європи на 2006—2007 роки (з травня 2006); членом правління, віце-президентом з питань енергоефективності Асоціації міст України та громад; членом Консультативно-дорадчої ради з питань законодавчого забезпечення місцевого самоврядування та регіонального розвитку при Голові Верховної Ради України.

## Парламентська діяльність
Березень 2006 — кандидат у народні депутати України від Народного блоку Литвина, № 67 у списку. На час виборів: Бердянський міський голова, член Народної партії.
Народний депутат України 6-го скликання з листопада 2007 до грудня 2012 від Блоку Литвина, № 6 у списку. На час виборів: Бердянський міський голова, член Народної партії. Член фракції «Блок Литвина» (з листопада 2007). Заступник голови Комітету з питань будівництва, містобудування і житлово-комунального господарства та регіональної політики (грудень 2007 — листопад 2010), голова Комітету з питань бюджету (з листопада 2010). Також був членом Постійної делегації Верховної Ради України у Парламентській асамблеї ЄС — Східні сусіди та міжпарламентської комісії із співробітництва Верховної Ради України та Федеральних Зборів Російської Федерації.
10 серпня 2012 року в другому читанні проголосував за Закон України «Про засади державної мовної політики», який суперечить Конституції України, не має фінансово-економічного обґрунтування і спрямований на знищення української мови.
Під час парламентських виборів 2012 року за кандидата у народні депутати Валерія Баранова агітували керівник Запорізької обласної державної адміністрації Олександр Пеклушенко, представники Бердянської обласної та районної організацій «Партії Регіонів», керівник Розівської районної організації «Партії Регіонів» та керівник Більмацькської районної організації «Партії Регіонів». Проте це не допомогло йому вдруге стати народним депутатом України, набравши 37,86 % голосів виборців (35 396 осіб) і зайнявши друге місце після Олександра Пономарьова, за якого проголосували 49,96 % мешканців 78 виборчого округу (46 712 осіб).

## Сім'я
Батько Олексій Микитович (1925—1996); мати Галина Іванівна (1925) — пенсіонерка; дружина Наталя Ігорівна (1956) — домогосподарка; дочка Марина (1977) — приватний підприємець; дочка Оля (1998)
Захоплення: більярд.

## Нагороди
Нагорода «Золотий дельфін» (номінація «Міський, районний керівник року»). Почесна грамота Кабінету Міністрів України (грудень 2000). Орден «За заслуги» III (грудень 2000), II (червень 2007), I ступенів (червень 2011).